# Liaison rapide Normandie - Val de Seine
 (avril 2015).
Le projet de liaison rapide Normandie - Val de Seine a pour objectifs l'amélioration de la ligne Paris - Le Havre, puis à terme la création d'une liaison directe entre la Normandie et l'aéroport Charles-de-Gaulle. Elle emprunterait le RER E prolongé à l'ouest, puis les voies affectées au CDG Express. Ce projet fait suite à l'abandon du projet de LGV Normandie en 2001. Depuis l'annonce du président de la République française, Nicolas Sarkozy, en juin 2009, le projet de la ligne nouvelle Paris-Normandie fut réactivé et intégré dans le projet du Grenelle Environnement mais le projet de la liaison Normandie - Val de Seine reste toujours d'actualité avec quelques modifications de projet.

## Finalités du projet
La liaison rapide Normandie - Val de Seine a deux objectifs. Le premier projet, en phase d'achèvement en 2009, a pour but d'améliorer la fluidité du trafic sur l'axe Paris - Mantes, maillon francilien de la ligne Paris - Le Havre, où cohabitent difficilement les trafics banlieue, de grande couronne, grandes lignes et fret.
Le second projet, nommé ELEONOR (Est Liaison Express Ouest Normandie Roissy), consiste à créer une liaison entre la Normandie et l'aéroport Charles-de-Gaulle, utilisant les infrastructures à réaliser dans le cadre de la phase 2 de réalisation du RER E (EOLE) à l'ouest de Paris, et celles du projet CDG Express. Il permet de connecter la Normandie au réseau TGV à Roissy.

## Aménagements prévus

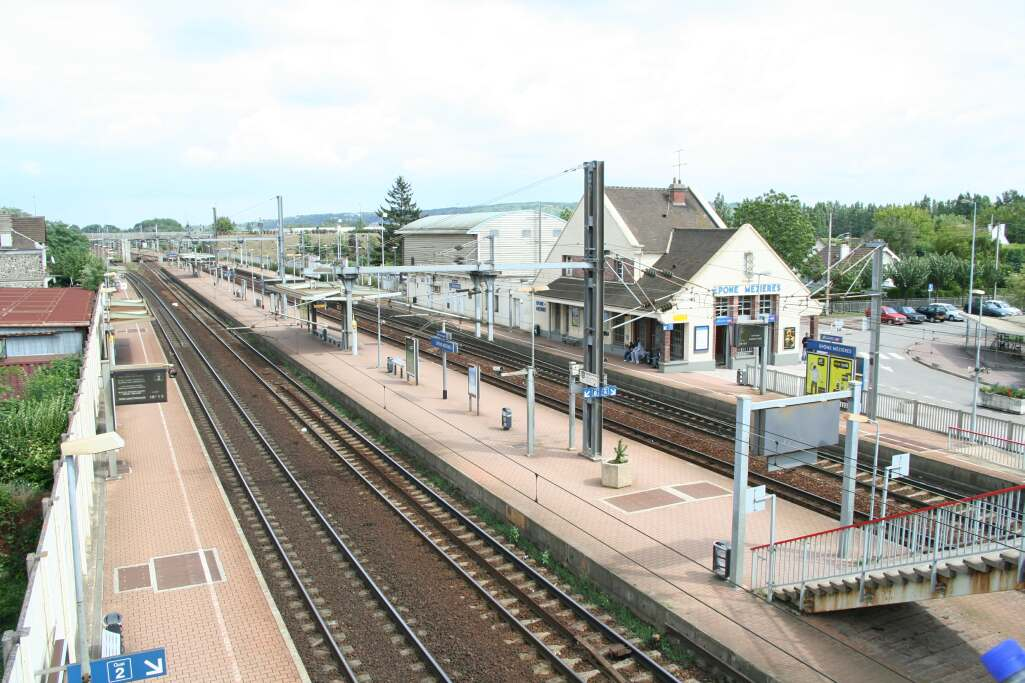
Les voies de la ligne Paris - Le Havre en gare d'Épône - Mézières.

En première étape, des travaux permettant une augmentation de capacité entre Achères et Mantes-la-Jolie ont été réalisés de 2003 à 2006. Ces travaux, qui permettent de fluidifier l'axe Paris - Rouen très fréquenté, ont consisté en particulier en un redécoupage du block, la création de tiroirs de retournement en gares des Mureaux et de Mantes-la-Jolie pour le trafic banlieue et la banalisation de la voie 2 du saut-de-mouton d’Épône. La mise en place d'un système de contrôle de vitesse des trains plus souple (KVB-P) est en cours de réalisation de 2007 à 2009. Les travaux, d'un montant de 34,7 millions d'euros, ont été financés par l'État français, la région, et le conseil général des Yvelines.
La deuxième étape dépend de la réalisation du prolongement à l'ouest du RER E et de celle de la liaison en projet dite CDG Express.
En dernière étape, une courte ligne nouvelle est prévue entre Achères et Épône évitant le détour par Poissy, goulet d'étranglement à deux voies, ainsi qu'un raccordement à l'ouest de Mantes, et le quadruplement des voies entre Mantes et Épône - Mézières. Ces derniers travaux permettraient d'augmenter la capacité de la ligne Paris - Le Havre.